# 1991 VV1
1991 VV1 är en asteroid i huvudbältet som upptäcktes den 4 november 1991 av de japanska astronomerna Yoshio Kushida och Osamu Muramatsu vid Yatsugatake-Kobuchizawa-observatoriet.
Asteroiden har en diameter på ungefär 5 kilometer.